# Озёрный остров

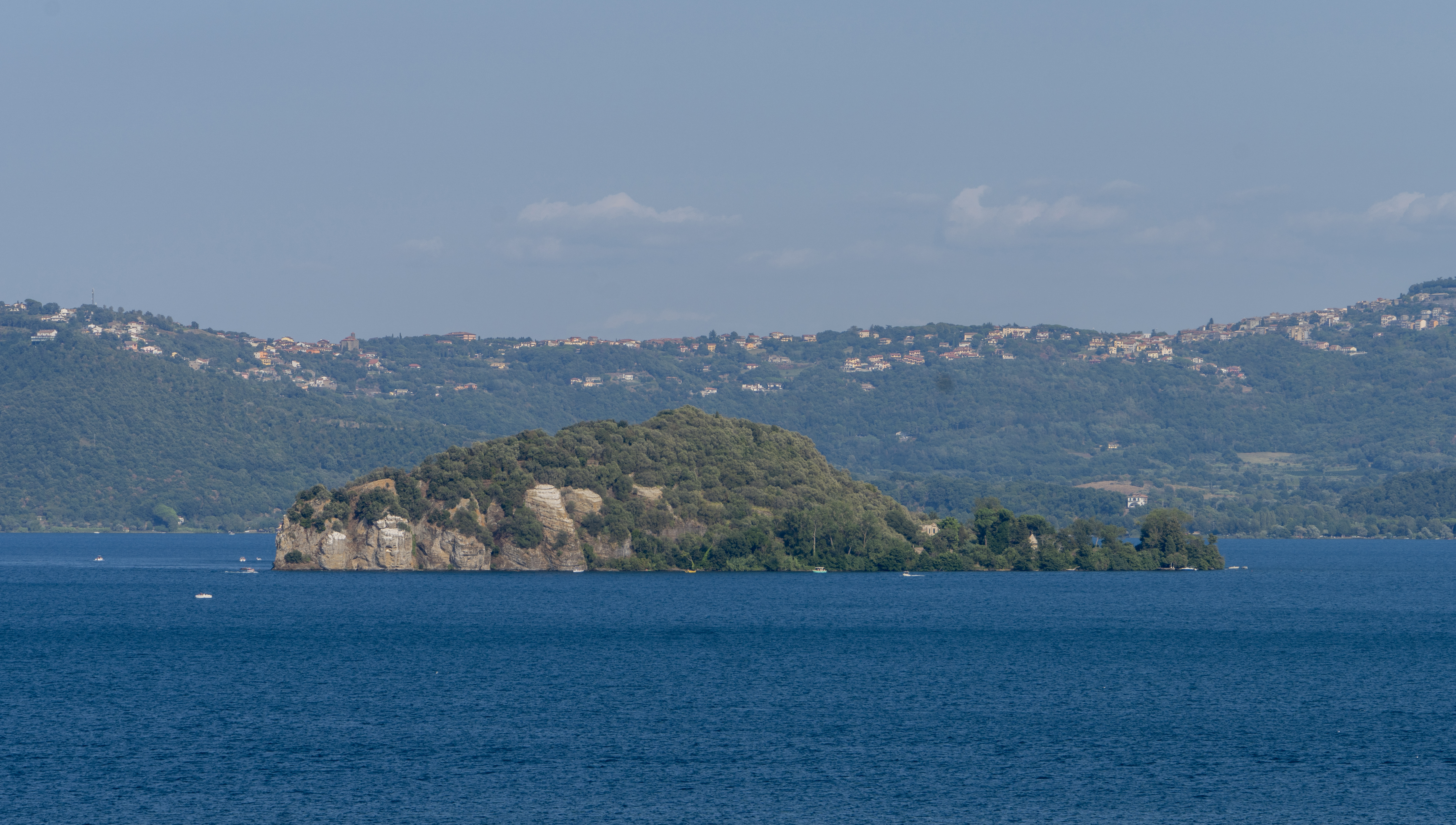
Остров Мартана на озере Больсена, Италия

Озёрный остров — это любой участок суши в озере. Является разновидностью внутреннего острова. Озёрные острова могут образовывать озёрный архипелаг.

## Формирование
Озёрные острова могут образовываться разными способами. Они могут возникать в результате накопления осадочных отложений в виде отмелей и превращаться в настоящие острова в результате изменения уровня озера. Они могли быть первоначально частью берега озера, и были отделены от него эрозией, или они могли остаться в качестве вершин, когда озеро сформировалось в результате повышения уровня реки или другого водного пути (естественным или искусственным путем через плотину реки или озера). При образовании ледникового озера морена может образовывать остров. Они также могли образоваться в результате землетрясения, метеоритной или вулканической активности. В последнем случае существуют кратерные или кальдерные острова с новыми вулканическими выступами в озерах, образовавшихся в кратерах более крупных вулканов. Другие озёрные острова включают в себя эфемерные пласты плавучей растительности и острова, искусственно образованные человеческой деятельностью.

### Вулканический кратер и кальдера озёрных островов

Кальдера Куикоча в Эквадоре

Озёра иногда могут образовываться в круглых углублениях вулканических кратеров. Эти кратеры обычно представляют собой круглые или овальные бассейны вокруг жерла или жерл, из которых извергается магма.
Крупное извержение вулкана иногда приводит к образованию кальдеры, вызванной обрушением магматического очага под вулканом. Если выбрасывается достаточное количество магмы, опустошенная камера не в состоянии выдержать вес вулкана, и вокруг края камеры развивается круглая трещина — кольцевой разлом. Центр вулкана внутри кольцевой трещины обрушивается, создавая кольцеобразное углубление. Спустя долгое время после извержения эта кальдера может заполниться водой и превратиться в озеро. Если вулканическая активность продолжится или возобновится, центр кальдеры может быть поднят в форме возрождающегося купола и превратится в остров кратерного озера. Хотя обычно кальдеры больше и глубже кратеров и формируются по-разному, различие между ними часто игнорируется в не технических обстоятельствах, и термин кратерное озеро широко используется для озёр, образованных как в кратерах, так и в кальдерах. Ниже приводится список крупных или известных островов кратерного озера:
- Острова Teodoro Wolf и Yerovi на озере Куикоча, Эквадор
- Остров Теопан на озере Коатепеке, Сальвадор
- Остров Quemadas на озере Илопанго, Сальвадор
- Остров Самосир на озере Тоба, Суматра, Индонезия
- Острова Бизентина и Мартана на озере Больсена, Италия
- Остров Kamuishu на озере Масю, Хоккайдо, Япония
- Остров Накано на озере Тоя, Хоккайдо, Япония
- Остров Мокоиа на озере Роторуа, Северный остров, Новая Зеландия
- Остров Мотутайко на озере Таупо, Северный остров, Новая Зеландия
- Два острова на озере Дакатауа, в кальдере Дакатауа, провинция Западная Новая Британия, Папуа-Новая Гвинея
- Остров Вулкан на озере Тааль, Лусон, Филиппины (и мыс Вулкан в Кратерном озере на острове Вулкан)
- Острова Саманг, Чаячий, Сердце, Низкий и Глиняный на Курильском озере, Камчатка, Россия
- Острова Lahi, Molemole, Si’i и A’ali на озере Ваи-Лахи, Ниуафооу, Тонга
- Остров Meke Dağı в кратерном озере Меке Голу, Турция
- Остров Подкова (ныне затопленный) в кратерном озере горы Катмай, Аляска, США
- Острова Wizard и Phantom Ship в Крейтер-Лейк, Орегон, США

### Острова ударного кратера
Ударные кратеры, образовавшиеся в результате столкновения с Землей крупных метеоритов или комет, встречаются относительно редко, а те, которые действительно существуют, часто сильно эродированы или глубоко погребены. Однако в некоторых есть озера. Там, где ударный кратер является комплексным, центральный пик выходит из дна кратера. Если озеро присутствует, этот центральный пик может нарушить водную поверхность в виде острова. В других случаях из-за других геологических процессов от удара могло остаться только кольцеобразное озеро с большим центральным островом, занимающим оставшуюся часть кратера. Самый большой в мире остров с ударным кратером (и второй по величине озерный остров в мире) — это остров Рене-Левассёра, на озере Маникуаган, Канада. Острова Саньшань на озере Тайху, Китай, также являются примерами островов ударных кратеров, как и острова в Канадском озере Клируотер и Сланцевые острова на озере Верхнее, также в Канаде. Остров Sollerön в озере Сильян, Швеция, и безымянный остров в озере Каракуль, Таджикистан, также образовались в результате падения метеорита.

### Плавучие острова

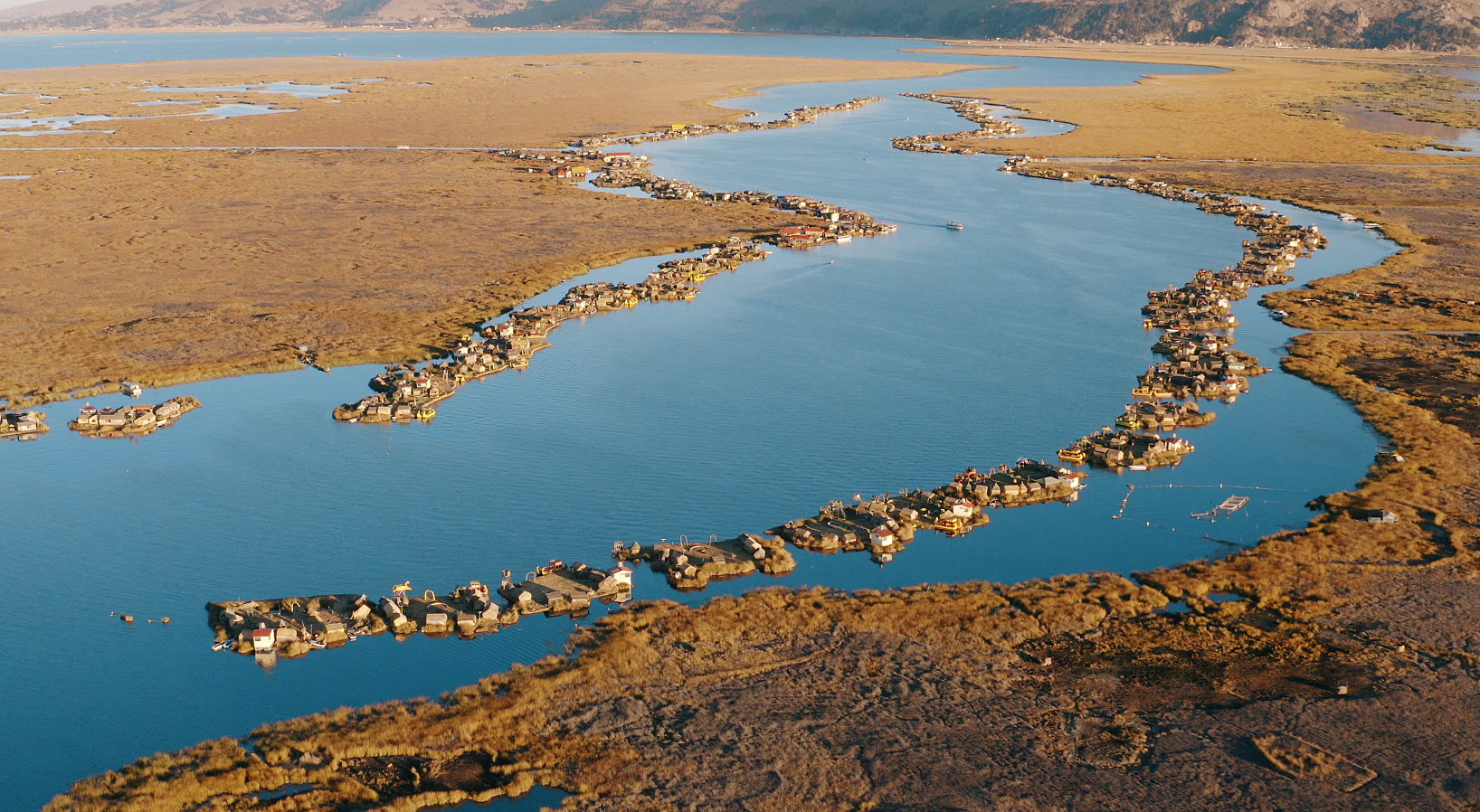
Народ Уру веками жил на плавучих островах Урос на озере Титикака

Термин плавучий остров иногда используется для обозначения скоплений растительности, свободно плавающей в водоеме. Из-за отсутствия течений и приливов они чаще встречаются в озерах, чем в реках или открытом море. Торфяные массы растительного вещества с мелководных озёр могут подниматься из-за накопления газов во время разложения и часто будут плавать в течение значительного времени, становясь эфемерными островами, пока газ не рассеется достаточно, чтобы растительность вернулась на дно озера.

### Искусственные острова
Искусственные острова — это острова, созданные человеческой деятельностью, а не сформированные естественным путем. Они могут быть полностью созданы людьми, увеличены за счет существующих островов или рифов, образованы путем присоединения небольших существующих островов или отрезаны от материка (например, путем прорезания перешейка полуострова). Искусственные острова имеют долгую историю, восходящую к кранногам доисторической Британии и Ирландии и традиционных плавучих островов Уру на озере Титикака в Южной Америке. Известные ранние искусственные острова включают ацтекский город Теночтитлан, расположенный на месте современного Мехико. Хотя технически это вызвано деятельностью человека, острова, образованные из вершин холмов в результате преднамеренного затопления долин (например, при создании гидроэлектростанций и водохранилищ), обычно не считаются искусственными островами.

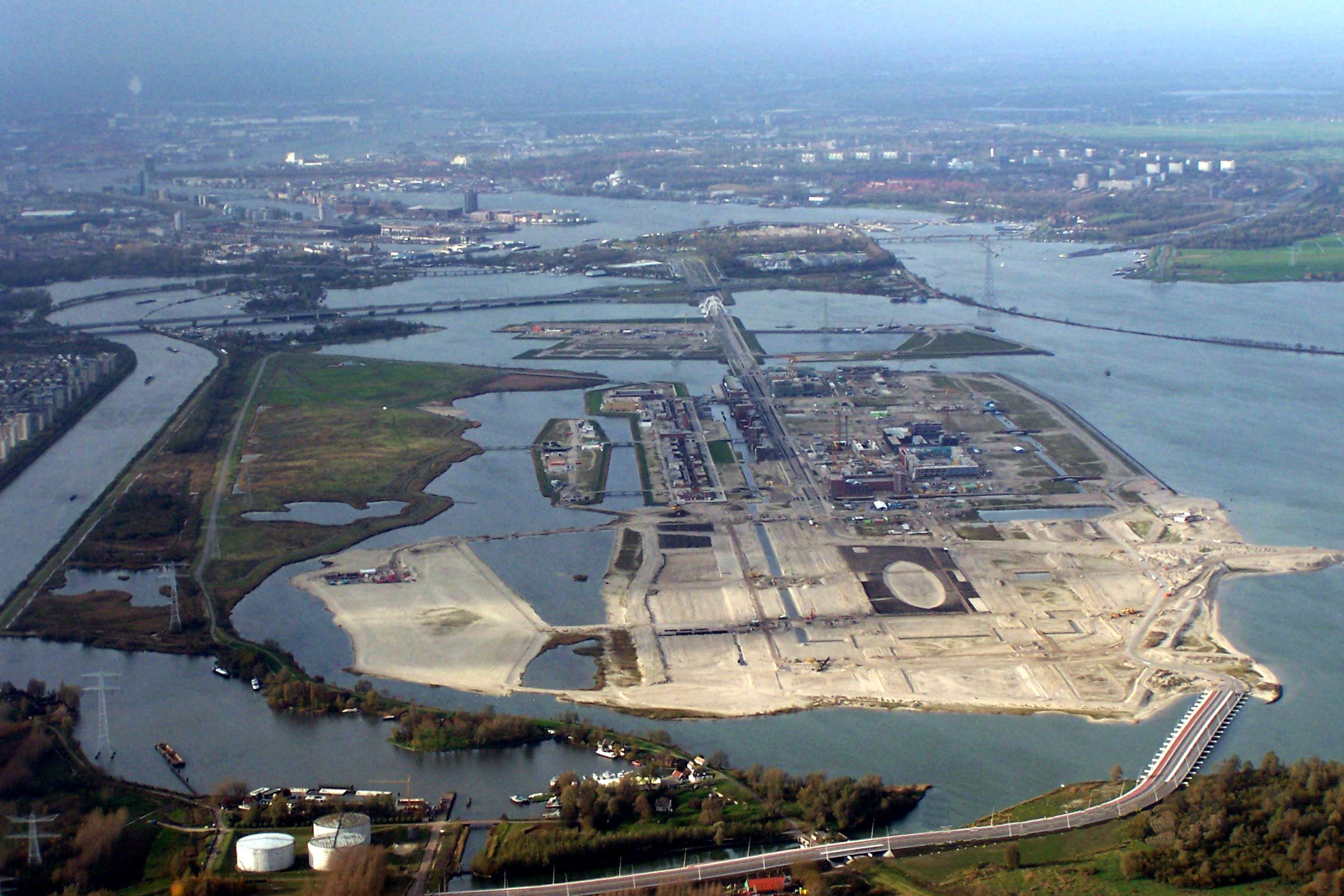
Искусственный остров Айбург, Амстердам, Нидерланды

Искусственные острова строятся для самых разных целей, от защиты от наводнений до иммиграционных или карантинных станций. Другие виды использования рекультивированных искусственных островов включают расширение жизненного пространства или транспортных центров в густонаселенных регионах. Сельскохозяйственные земли также были освоены за счет рекультивации польдеров в Нидерландах и других низменных странах.
Известные современные примеры искусственных озёрных островов включают голландский польдер Флевополдер во Флеволанде, остров Айбург в Амстердаме и остров Фламинго в Камферс-Дам, Южная Африка. Флевополдер, расположенный в пресноводном озере Эйсселмер, площадью 948 км2 (366 кв. миль), является крупнейшим искусственным островом в мире.

## Списки озёрных островов

### Природные озёрные острова, по площади
Существует несколько естественных озерных островов площадью более 270 км2 (100 кв. миль). Из них пять расположены в больших Великих озёрах Северной Америки, три — в больших Великих Африканских озёрах, один — в самом большом озере Центральной Америки, один образовался в результате четвертого по величине в мире падения метеорита, а один расположен в самом большом (по объему) озере в мире.

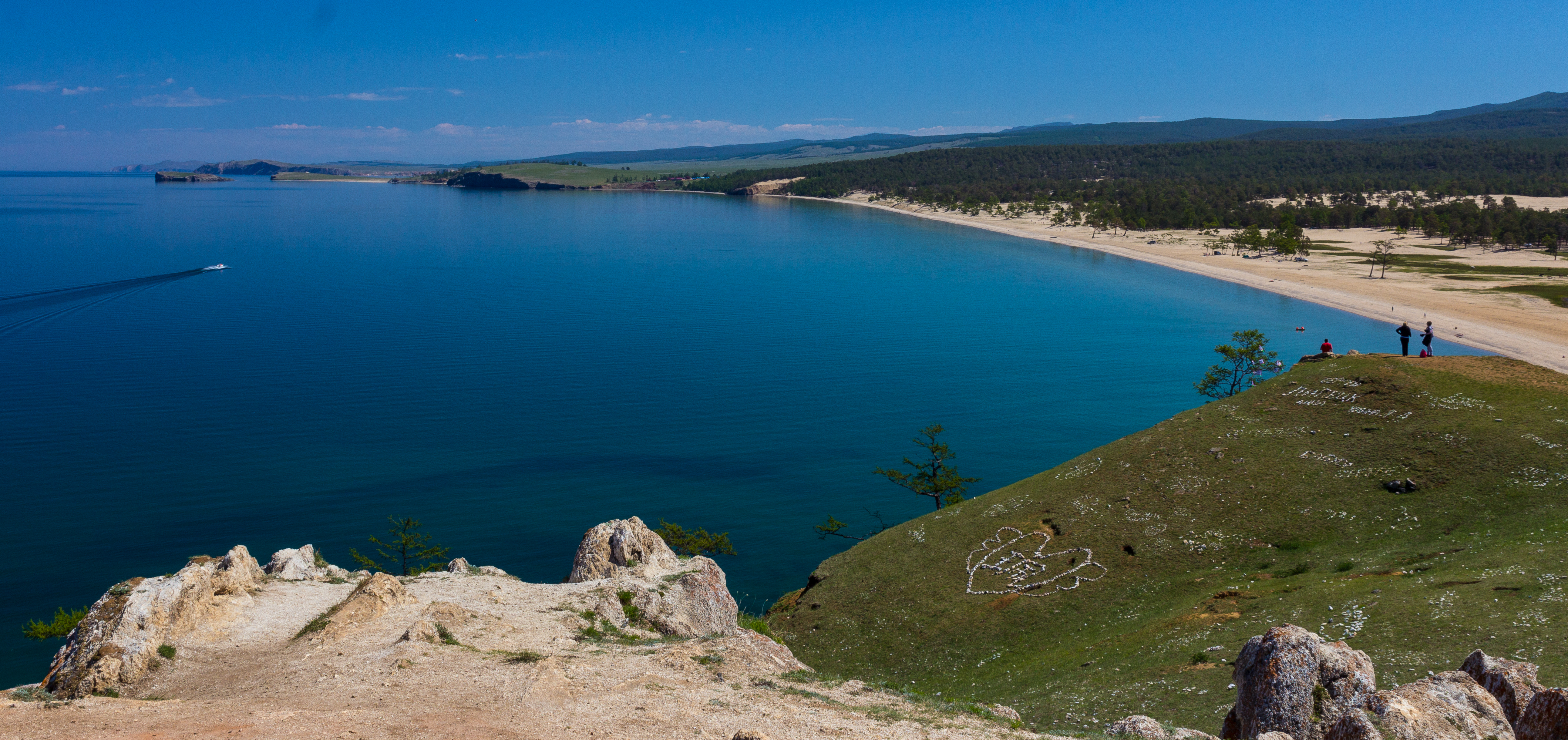
Побережье острова Ольхон на Байкале

1. Остров Манитулин на озере Гурон, Канада — 2766 км2 (1068 кв. миль)[2]
2. Остров Рене-Левассёр в водохранилище Маникуаган, Квебек, Канада — 2000 км2 (770 кв. миль).[2] Он стал искусственным островом, когда в 1970 году было затоплено водохранилище Маникуаган, в результате чего произошло слияние озера Мушалаган на западной стороне и озера Маникуаган на восточной стороне.
3. Остров Ольхон на Байкале, Россия — 730 км2 (280 кв. миль)[2]
4. Остров Айл-Ройал на озере Верхнее, США — 541 км2 (209 кв. миль)[2]
5. Остров Укереве на озере Виктория, Танзания — 530 км2 (200 кв. миль)[2]
6. Остров Сент-Джозеф на озере Гурон, Канада — 365 км2 (141 кв. миль)[2]
7. Остров Драммонд на озере Гурон, США — 347 км2 (134 кв. миль)[2]
8. Остров Иджви на озере Киву, Демократическая Республика Конго — 285 км2 (110 кв. миль)[2]
9. Остров Ометепе на озере Никарагуа, Никарагуа — 276 км2 (107 кв. миль)[3]
10. Остров Бугала на озере Виктория, Уганда — 275 км2 (106 кв. миль)[3]
11. Остров Saint Ignace на озере Верхнее, Канада — 274 км2 (106 кв. миль)[3]

Примечание:
- Сойсало, участок земли площадью 1,638 км2 (0,63 кв. миль) в Финляндии, окруженный отдельными озерами (Каллавеси, Сувасвеси, Кермаярви, Руоковеси, Хаукивеси и Уннукка), соединенный ручьями и реками, а не расположенный внутри отдельного озера, был предложен в исследовании 1987 года как остров, поскольку он фактически «окружен водой».[4] Другие ученые опровергают это утверждение,[4] отмечая, что воды, окружающие Сойсало, не находятся на одном уровне, с перепадами высот до 6 м между окружающими озёрами, и не соответствуют критериям истинного острова.[4]
- Самосир, участок земли площадью 630 км2 (240 кв. миль) в озере Тоба, Индонезия, является полуостровом, который технически окружен водой только потому, что через него был построен канал, эффективно отделяющий его от материка. По этой причине он не является естественным озёрным островом.

### Остальные озёрные острова размером более80км2(31кв.миль)
- Остров Big Simpson на Большом Невольничьем озере, Канада — 251 км2 (97 кв. миль)[3]
- Остров Blanchet на Большом Невольничьем озере, Канада — 240 км2 (93 кв. миль)[3]
- Остров Рубондо на озере Виктория, Танзания — 237 км2 (92 кв. миль)[3]
- Остров Бувума на озере Виктория, Уганда — 230 км2 (89 кв. миль)[3]
- Самый большой остров водохранилища Собрадинью, Бразилия — 200 км2 (77 кв. миль)[3]
- Остров Гловера на Гранд-Лейке, Канада — 191 км2 (74 кв. миль)[3]
- Остров Мичипикотен на озере Верхнее, Канада — 181 км2 (70 кв. миль)[3]
- Остров Preble на Большом Невольничьем озере, Канада — 179 км2 (69 кв. миль)[3]
- Остров Cockburn на озере Гурон, Канада — 175 км2 (68 кв. миль)
- Остров Hurissalo в Литвеси, Финляндия — 174 км2 (67 кв. миль)[5]
- Остров Парталансаари в Haapaselkä, Финляндия — 170 км2 (66 кв. миль)[5]
- Остров Гекла на озере Виннипег, Канада — 151 км2 (58 кв. миль)
- Остров Бивер на озере Мичиган, США — 144 км2 (56 кв. миль)
- Сахарный остров на озере Николет — озеро Джордж, США — 130 км2 (50 кв. миль)
- Остров Wolfe на озере Онтарио, Канада — 124 км2 (48 кв. миль)
- Остров Вильякансаари в Haapaselkä, Финляндия — 115 км2 (44 кв. миль)
- Остров Антилопы в Большом Солёном озере, США — 110 км2 (42 кв. миль)
- Остров Black на озере Виннипег, Канада — 105 км2 (41 кв. миль)
- Остров Selaön в Меларене, Швеция — 91 км2 (35 кв. миль)
- Остров Bois Blanc на озере Гурон, США — 88 км2 (34 кв. миль)
- Остров Grand Isle на озере Шамплейн, США — 81,9 км2 (32 кв. миль)
- Остров Ukara в озере Виктория, Танзания — 81 км2 (31 кв. миль)

### Рекурсивные острова и озёра
- Самое большое озеро на острове — озеро Неттиллинг на Баффиновой Земле, Канада — 5542 км2 (2140 кв. миль).[6]
- Самый большой остров в озере — остров Манитулин на озере Гурон, Канада — 2766 км2 (1068 кв. миль).[6]
- Самый большой остров в озере на острове — Самосир (полуостров, который технически «окружен водой» только потому, что через него был проложен узкий канал) в Тоба на Суматре — 630 км2 (240 кв. миль).[6]
- Самое большое озеро на острове в озере — озеро Маниту на острове Манитулин в озере Гурон — 104 км2 (40 кв. миль).[6]
- Самое большое озеро на острове в озере на острове — это безымянное озеро площадью около 152 гектаров (375 акров) в точке 66°23′13″ с. ш. 69°38′42″ з. д.HGЯO на безымянном острове в озере Неттиллинг на Баффиновой Земле, Канада.
- Самый большой остров в озере на острове в озере — остров Трежер в озере Mindemoya на острове Манитулин в озере Гурон.[6]
- Самый большой остров в озере на острове в озере на острове — это безымянный остров площадью около 4,0 гектара (10 акров) на высоте 66°41′13″ с. ш. 70°28′44″ з. д.HGЯO, расположенный в озере Неттиллинг на Баффиновой Земле, Канада.

### Известные островные системы и бывшие озёрные острова

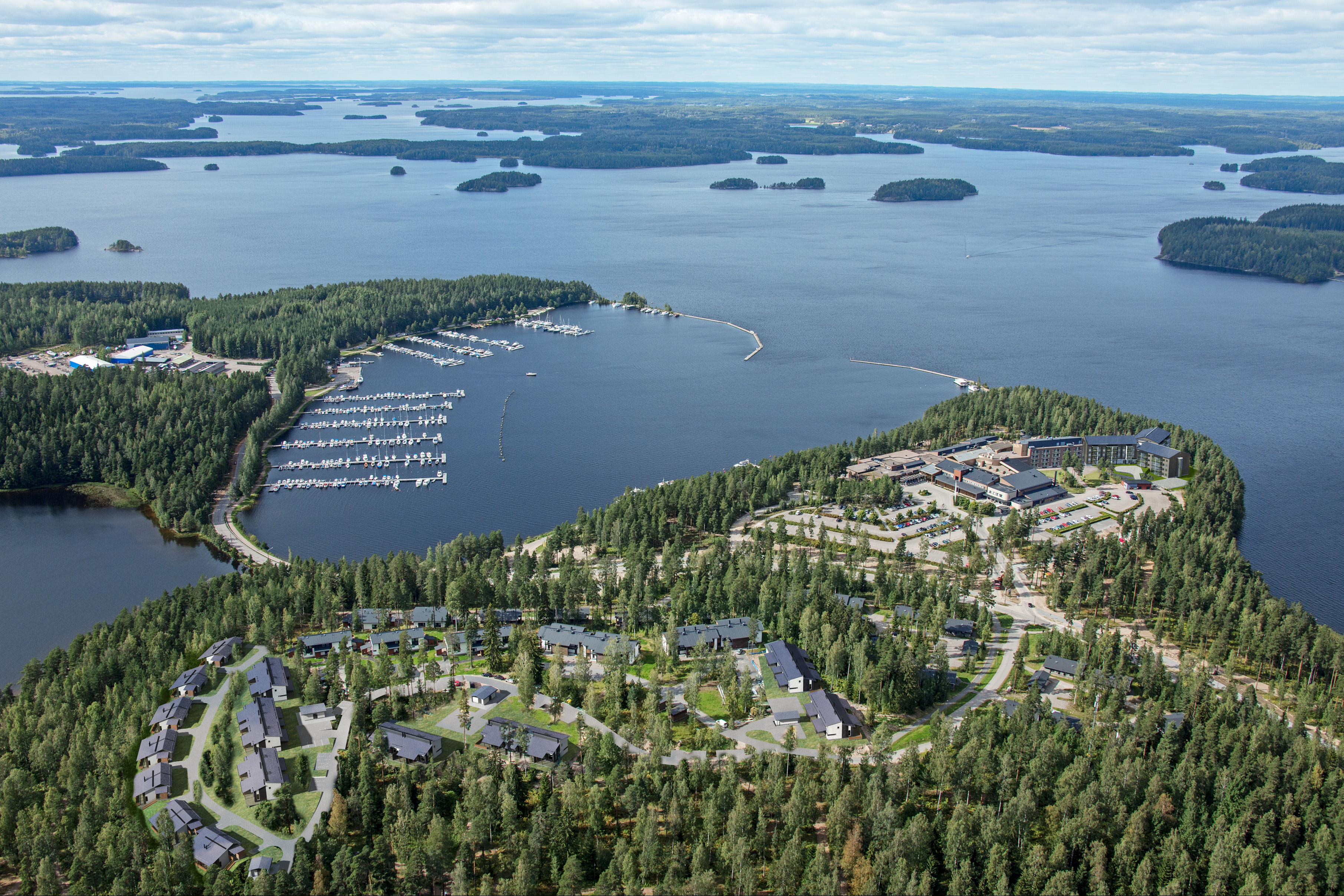
Озеро Сайма в Финляндии

- Остров Возрождения в Аральском море, Казахстан и Узбекистан — 2300 км2 (890 кв. миль).[2] Первоначально остров составлял всего 200 квадратных километров (77 кв. миль), но с 1960-х до середины 2001 года остров быстро рос, так как сокращение Аральского моря заставило воду отступить с суши вокруг первоначального острова, до того момента, когда этот же процесс заставил расширенный остров соединиться с материком. К 2014 году то, что раньше было островом, стало просто частью обширной пустыни Аралкум.
- Остров Sääminginsalo в Сайме, Финляндия — 1069 км2 (413 кв. миль). Озеро Сайма иногда называют «озерной системой», а Sääminginsalo окружен тремя отдельно названными озёрами (Хаукивеси, Пурувеси и Пихлаявеси), которые находятся на одном уровне, а также искусственным каналом Raikuun kanava, построенным в 1750-х годах. Поскольку он отделен от других земель только каналом, вопрос о том, можно ли считать Sääminginsalo островом, является спорным.

### Острова в искусственных озёрах
- Острова озера Argyle, около семидесяти названных островов на озере Argyle, Австралия